# Aleksei Voronkov
Aleksei Dmitriyevich Voronkov (tiếng Nga: Алексей Дмитриевич Воронков; sinh ngày 19 tháng 3 năm 1989) là một tiền vệ bóng đá người Nga. Anh thi đấu cho FC Kolomna.

## Sự nghiệp câu lạc bộ
Anh có màn ra mắt tại Russian Second Division cho FC Kolomna vào ngày 25 tháng 8 năm 2013 trong trận đấu với FC Pskov-747 Pskov.